# Carl Edvard af Klercker
Carl Edvard af Klercker, född 6 september 1822 i Kristianstad, död 20 juli 1884 i Stockholm, var en svensk militär.
Carl Edvard af Klercker var son till majoren Echard af Klercker. Efter att ha blivit student vid Uppsala universitet 1842 och underlöjtnant vid Svea artilleriregemente 1843 genomgick han 1844–1847 högre artilleriläroverket och utnämndes 1856 till artilleristabsofficer. Han var militärattaché i London och Bryssel 1861–1868, blev major i armén 1867 och beviljades 1878 avsked från regementet med tillstånd att som överstelöjtnant kvarstå i armén. I Storbritannien hade han i uppdrag att skaffa upplysningar om skjutförsök mot fartygspansar och blev 1869 ledamot av en kommitté för skjutning med pansarbrytande kanoner. 1870 blev han ordförande i en svensk-norsk artillerikommitté och förordnades 1874 att ha tillsynen över tillverkningen av krut i Sverige, en befattning han innehade fram till sin död. 1875 studerade han kruttillverkningen vid de främsta krutbruken i Belgien, Storbritannien, Frankrike, Italien och Tyskland. Under sin vistelse som militärattaché i Storbritannien skaffade han sig kunskap om de av William George Armstrong smidda grova kanonerna och blev en ivrig förespråkare för att de svenska tackjärnskanonerna skulle bytas ut mot smidda kanoner. Hans åsikter delades inte av samtidens svenska artilleriledningen, men han kom senare att få rätt. Af Klercker sysslade även med vetenskapliga undersökningar, ett par avhandlingar om ljuset infördes i Vetenskapsakademiens handlingar, bland annat Recherches sur la dispersion prismatique de la lumière (1882), vilken 1883 belönades med Wallmarkska priset. Af Klercker blev 1865 ledamot av Örlogsmannasällskapet och 1866 av Krigsvetenskapsakademien. Carl Edvard af Klercker är begravd på Norra begravningsplatsen utanför Stockholm.